# Antonín Šuman
Antonín Šuman (26. února 1924 Závist – 27. března 1998 Přerov) byl český nábytkový designér.

## Život
Po základní škole studoval na Baťově škole práce ve Zlíně, od roku 1939 se učil stolařem. Za války byl totálně nasazen na nucené práce v Německu. Po návratu vystudoval Státní ústřední školu bytového průmyslu v Praze (1945–1947). V roce 1949 nastoupil do národního podniku Thonet (později TON), kde pracoval v plánovacím oddělení jako konstruktér a návrhář ohýbaného nábytku až do svého odchodu do důchodu v roce 1983.

## Designérská tvorba (výběr)
Šuman navrhoval zejména sedací nábytek z ohýbaného dřeva pro firmu TON, kde v 60. a 70. letech 20. století tvořily základ výrobního sortimentu. Celkově navrhl více než 650 modelů sedacího nábytku. Jeho modely získaly řadu ocenění na mezinárodních výstavách a veletrzích, zastoupeny byly mj. na XII. Triennale di Milano (1960) nebo na Světové výstavě EXPO 67 v Montrealu.
Spolupracoval na návrzích vybavení interiérů významných novostaveb a rekonstruovaných objektů, např. Paláce kultury v Praze (1980), Národního divadla v Praze (1983) nebo hotelových zařízení v Brně a Bratislavě.
Mezi jeho nejznámější návrhy patří:
- 1960 – křesla vzor 140, 141 a 142 pro národní podnik TON oceněné na XII.  milánském trienále (1960).
- 1961 – sklápěcí divadelní křeslo vzor 7011 pro národní podnik TON.
- 1963 – židle vzor 1148 pro národní podnik TON s právem užívat prestižní označení "Montreal" podle světové výstavy EXPO 67.
- 1966 – úprava nejznámější sériově vyráběné ohýbané židle č. 14 - tzv. 7. typ vyráběný od roku 1966 do současnosti.[2]
- 1969 – houpací křeslo vzor 1582 pro národní podnik TON.

## Galerie

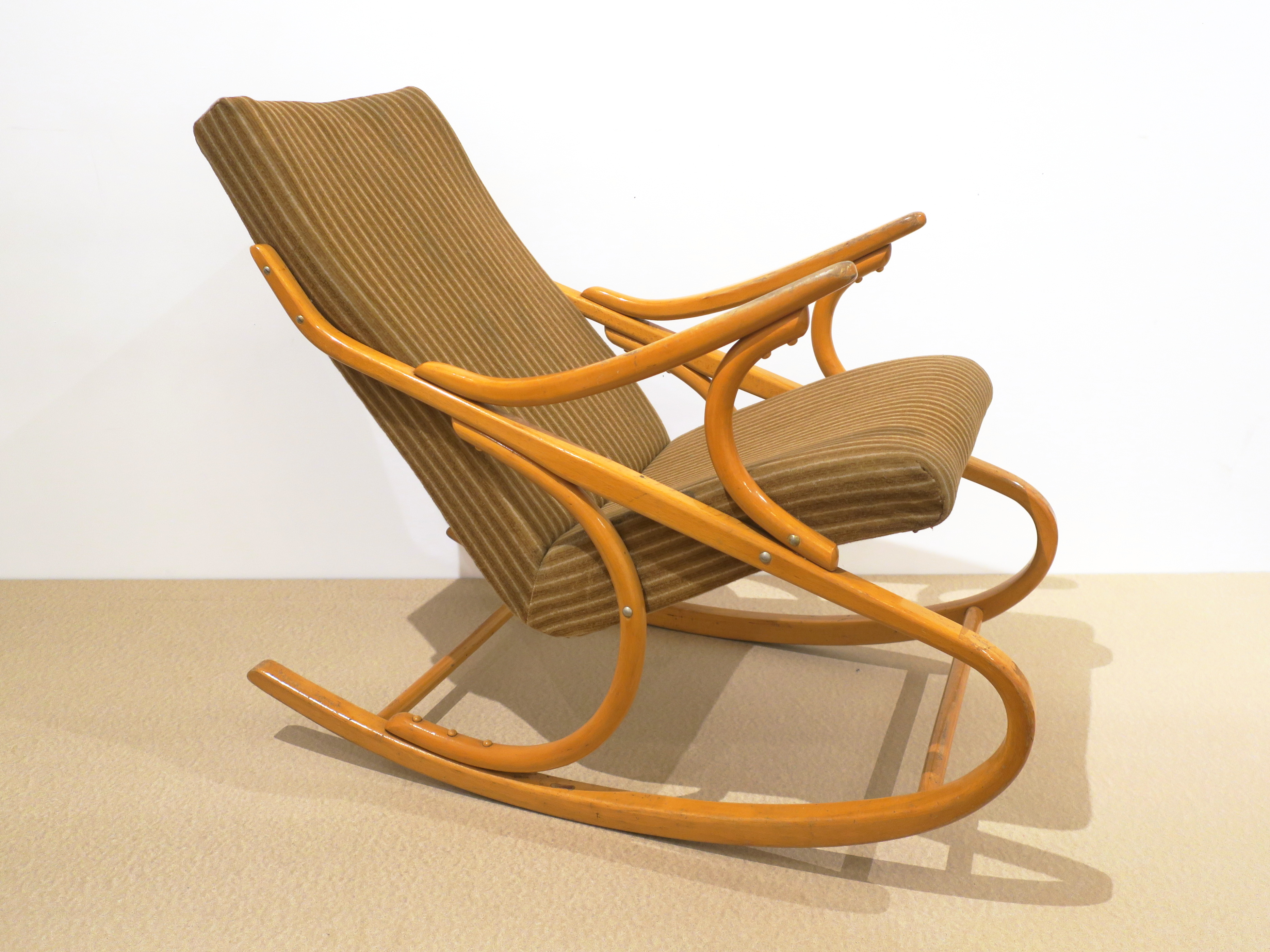
Houpací křeslo 1582, návrh Antonín Šuman, rok 1969, výroba TON, n. p.
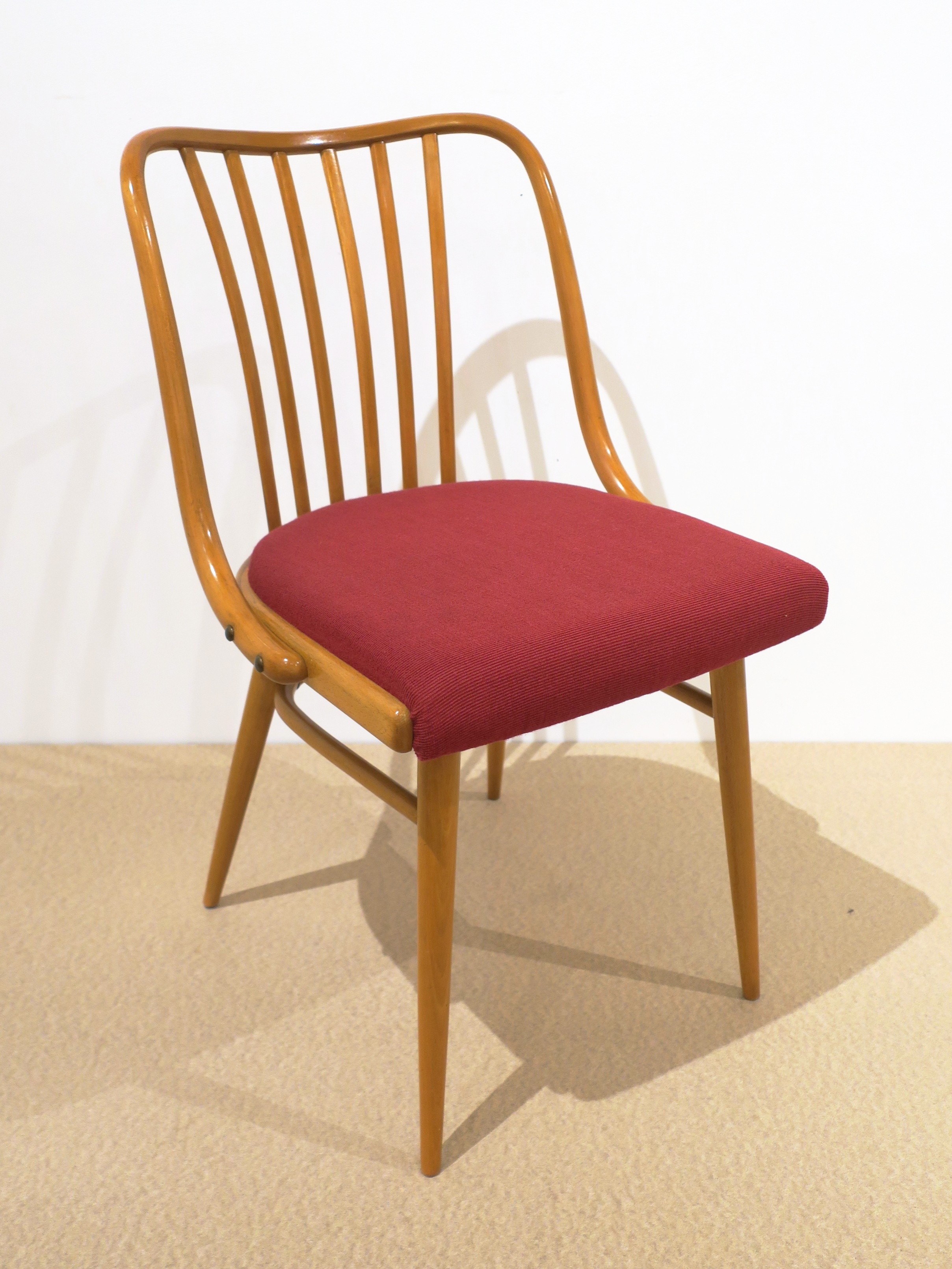
Křeslo 141, návrh Antonín Šuman, rok 1960, výroba TON, n. p.
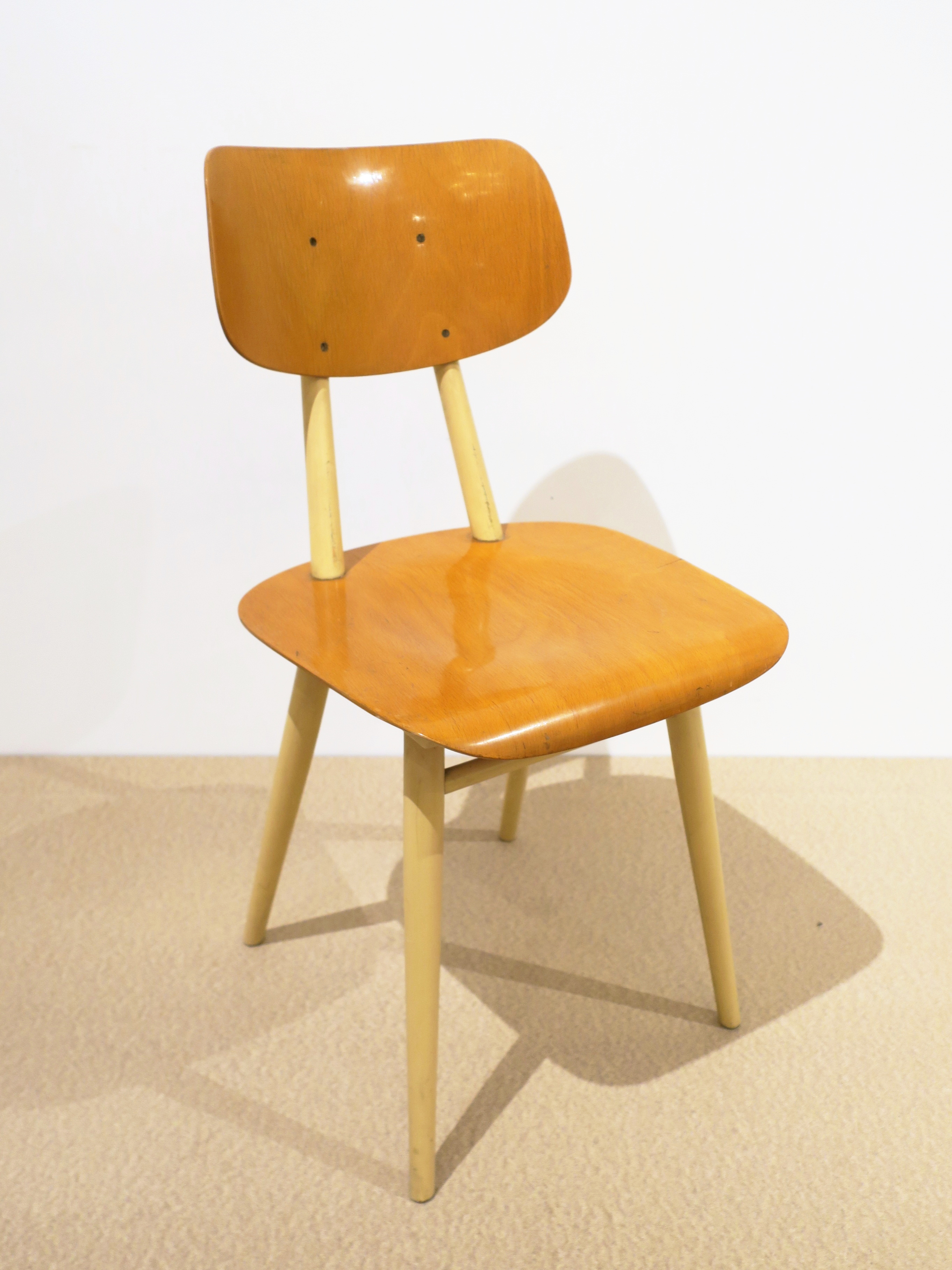
Kuchyňská židle 603, návrh Antonín Šuman, rok 1961, výroba TON, n. p.
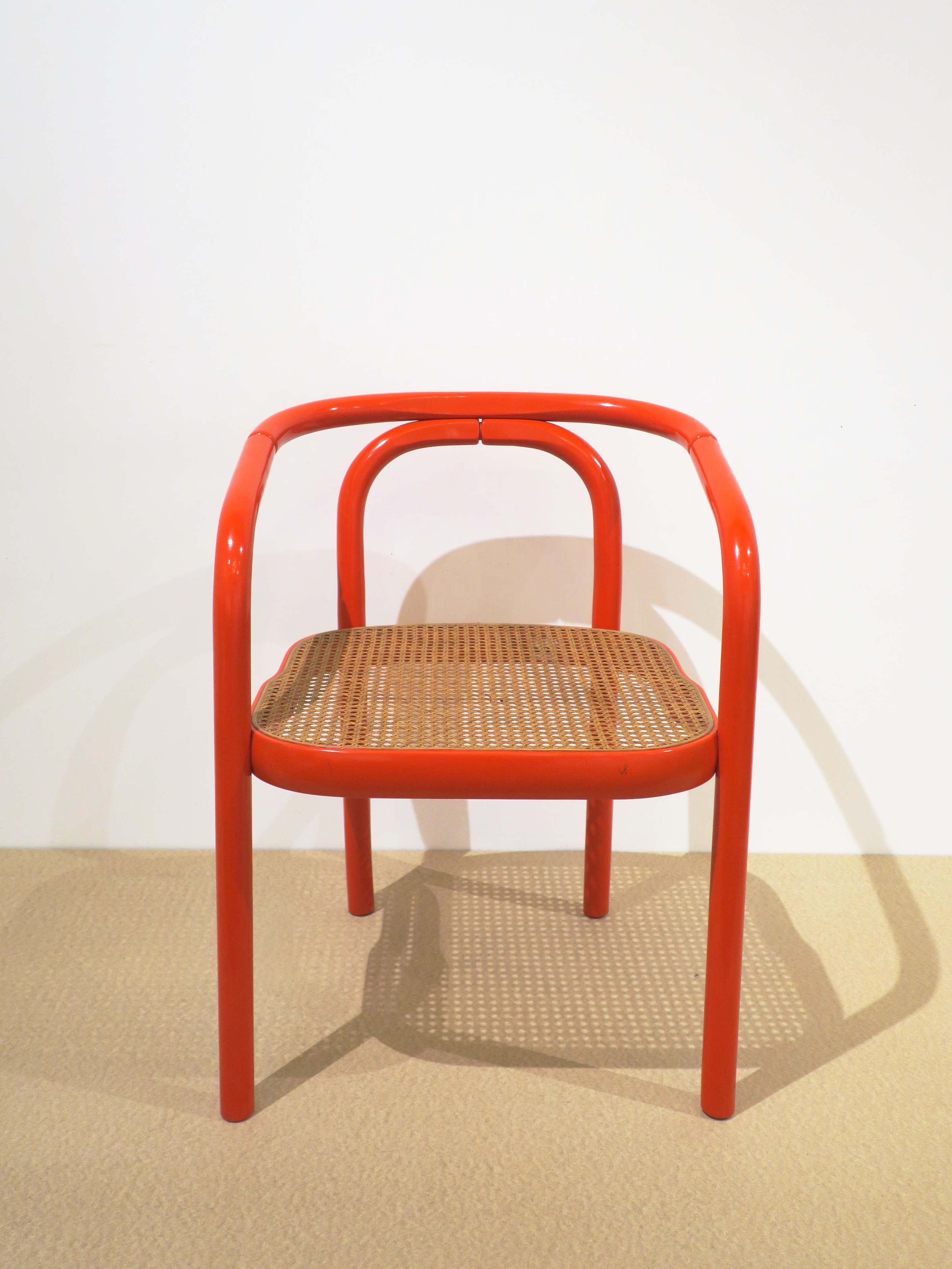
Křeslo 1042, návrh Antonín Šuman, rok 1978, výroba TON, n. p.